# Amy Cotton
Pour les articles homonymes, voir Cotton.
Amy Cotton, née le 22 janvier 1980 à Antigonish (Nouvelle-Écosse), est une judokate canadienne.

## Palmarès international en judo
| Jeux panaméricains         | Jeux panaméricains | Jeux panaméricains |
| Année                      | Médaille           | Catégorie          |
| -------------------------- | ------------------ | ------------------ |
| 2003                       | bronze             | –78 kg             |
| Championnats panaméricains |                    |                    |
| Année                      | Médaille           | Catégorie          |
| 2000                       | or                 | –78 kg             |
| 2003                       | bronze             | –78 kg             |
| 2005                       | or                 | –78 kg             |
| 2006                       | argent             | –78 kg             |
| 2007                       | bronze             | Abierta            |
| 2009                       | bronze             | –78 kg             |
| 2012                       | bronze             | –78 kg             |
| 2013                       | bronze             | –78 kg             |